# Рагона (Вибо Валенција)
Рагона је насеље у Италији у округу Вибо Валенција, региону Калабрија.
Према процени из 2011. у насељу је живело 179 становника. Насеље се налази на надморској висини од 526 м.